# Letícia Hage
Letícia Magnani Hage (ur. 9 września 1990) – brazylijska siatkarka, reprezentantka kraju, grająca na pozycji środkowej.
Jej starszy brat Guilherme, również jest siatkarzem.

## Sukcesy klubowe
Mistrzostwo Brazylii:
- 2023[4]
- 2009, 2010

Klubowe Mistrzostwa Ameryki Południowej:
- 2023[5]
- 2024[6]

## Sukcesy reprezentacyjne
Mistrzostwa Ameryki Południowej Juniorek:
- 2008

Mistrzostwa Świata Juniorek:
- 2009

Puchar Panamerykański:
- 2012

Volley Masters Montreux:
- 2013